# Fuego clase B
Un fuego clase B es un fuego de líquidos inflamables o gases inflamables, grasas de petróleo, alquitranes, aceites, pinturas a base de aceite, solventes, lacas o alcoholes. Por ejemplo, los incendios de propano, gas natural, gasolina y queroseno son tipos de fuegos de Clase B. El uso de líquido para encendedor en una parrilla de carbón, por ejemplo, crea un fuego de Clase B. Algunos plásticos también son materiales ignífugos de Clase B.

Intentos de extinguir un fuego de grasa durante una demostración.

Los fuegos Clase B se distinguen de las otras clases de fuegos: fuegos de Clase A ("combustibles ordinarios" como madera, papel o caucho); fuegos de Clase C (en los que el material en combustión es equipo eléctrico energizado) y fuegos de Clase D (en los que el material en combustión son metales combustibles). La Clase K menos utilizada (conocida fuera de los Estados Unidos como Clase F) se refiere a fuegos que involucran aceite o grasa para cocinar; estos materiales son técnicamente parte de la Clase B.
Los fuegos se clasifican según el agente extintor adecuado. Si bien se usa agua en fuegos de Clase A, usar agua en fuegos de Clase B (como un fuego de grasa) es extremadamente peligroso. Esto se debe a que la grasa quemada está más caliente que el punto de ebullición del agua (100 grados Celsius); cuando se coloca agua sobre la grasa, se genera vapor que se expande rápidamente y salpica, provocando quemaduras y propagando el fuego. Debido a esto, los extintores de fuegos clase A utilizan agua, mientras que los extintores de fuegos clase B utilizan productos químicos secos (espuma o polvo), como espuma formadora de película acuosa, productos químicos secos multiusos como fosfato de amonio y agentes halogenados (tales como Halón 1301 y Halón 1211) o dióxido de carbono altamente presurizado. Algunos extintores contienen sustancias químicas diseñadas para combatir fuegos de Clase A y Clase B.
Los fuegos de grasa y aceite de cocina representan un mayor riesgo de seguridad. Un estudio de diez años, que examinó los años 1976 a 1985, encontró que el 4.7% de los pacientes hospitalizados con quemaduras sufrieron quemaduras por grasa o aceite calientes, y el 78% de tales lesiones ocurrieron en el hogar. Según la Asociación Nacional de Protección contra el Fuego de Estados Unidos, entre 2010 y 2014, casi la mitad (46%) de los incendios de estructuras de viviendas informados a los departamentos de bomberos de los Estados Unidos involucraron cocinar; durante el mismo período de tiempo, el equipo de cocina estuvo implicado en el 19% de las muertes por fuego en el hogar, el 44% de las lesiones por incendio en el hogar y el 17% del total de daños directos a la propiedad. Los fuegos de grasas son un objeto de estudio en la ciencia de los alimentos.